# Evrim
Evrim ist ein türkischer weiblicher und männlicher Vorname.

## Bedeutung
Evrim ist ein türkischer Name. Übersetzt bedeutet er "Evolution". Im Türkischen wird unter "Evrim" unter anderem eine stetige Veränderung (Değişim) oder Entwicklung (İlerleme) verstanden. Der türkische Name "Devrim" dagegen bedeutet "Revolution". Beide Namen werden oft auch bei Geschwistern vergeben.

## Ursprung
Das Wort "Evrim" zählt zu jenen alttürkischen Wörtern, die mit der Einführung der lateinischen Schrift und der Sprachreform Atatürks in die türkische Sprache Einzug hielten. Der Ursprung geht auf die Entstehung der türkischen Republik im Jahre 1923 zurück, wo Linguisten fremde Wörter durch teils vorhandene, neue türkische Wörter zu ersetzen begannen. Während dieser Zeit der Verwestlichung der Türkei wurde vor allem auf den Einfluss der persischen oder arabischen Sprache verzichtet, um sich von dem islamischen Einfluss zu distanzieren (Westorientierung Atatürks). Aus diesem Kontext wurde das Wort aus dem Oghusischen, aus der ursprünglichen Bedeutung "Veränderung" im Türkischen unter Verwendung der Bedeutung "Evolution" beibehalten.

## Namensträger

### Weiblicher Vorname
- Evrim Alasya (* 1979), türkische Schauspielerin
- Evrim Doğan (* 1977), türkische Schauspielerin
- Evrim Solmaz (* 1972), türkische Schauspielerin
- Evrim Sommer (* 1971), deutsche Historikerin, Kolumnistin und Politikerin

### Männlicher Vorname
- Ozan Evrim Özenç (* 1993), türkischer Fußballspieler
- Evrim Sen (* 1975), deutscher Softwareentwickler und Autor